# St James (Le Cap)
Pour les articles homonymes, voir Saint James.
St James est un village côtier de False Bay situé dans la péninsule du Cap en Afrique du Sud.  
Situé entre Muizenberg et Kalk Bay, St. James est l'un des plus petits villages de la municipalité du Cap et mesure 1,5 km de long.

## Démographie
Situé dans la banlieue sud-ouest de Muizenberg, St. James comprend plus de 491 résidents, principalement des blancs (79,8 %). Les noirs, population majoritaire dans le pays, représentent 7,3 % des habitants et les Coloureds, 6,7% des résidents.
Les habitants sont à 86,56 % de langue maternelle anglaise, à 6,11 % de langue maternelle afrikaans et à 2,24 % de langue maternelle xhosa.

## Historique
Le village fut construit par les Britanniques au XIXe siècle. Les plus anciennes maisons datent de 1853. La villa St James fut notamment la résidence de l'amirauté britannique, de la famille royale de Grèce durant leur exil lors de la Seconde Guerre mondiale et du général Jan Smuts.  
Jusqu'en 1883, le secteur de St. James fait partie du domaine foncier de Kalk Bay. La nouvelle appellation de St. James  intervient lorsque le chemin de fer atteint Kalk Bay en mai 1883 et qu'un arrêt ("St. James Church Halt ") soit prévu près de l'église catholique de St.James (construite en 1858), permettant ainsi aux fidèles de prendre le train pour assister aux services religieux. La gare permanente à flanc de montagne, construite en 1893, prend ensuite définitivement le nom de "St. James" dans les horaires des chemins de fer. Le nom est étendu à l'ensemble du hameau et à la plage située en périphérie de Muizenberg, auquel St.James est administrativement rattaché. L'église catholique, trop petite et vétuste, est pour sa part démolie au début du 20e siècle et une nouvelle église est érigée à quelques mètres. 
En 1895, St.James devient un hameau de la municipalité de Kalk Bay/Muizenberg avant d'être intégré à la municipalité de la grande ville du Cap (1913). 

## Politique
Depuis la refondation de la municipalité du Cap en 2000, St. James est situé dans deux arrondissements et dans deux circonscriptions électorales : 
- principalement dans le 19e arrondissement et dans la circonscription municipale n° 64 (Fish Hoek - Clovelly - Muizenberg - St. James - Lakeside - Kalk Bay - Marina da Gama) dont le conseiller municipal est, depuis 2016, Aimee Kuhl (DA)[4]
- dans le 20e arrondissement et dans la circonscription municipale n° 71 (Kirstenhof - Tokai - Steenberg - Retreat - Cape Farms District H au sud-est de Hout Bay et sud-ouest de Constantia, ouest de Tokai/Muizenberg, nord-ouest de St. James - Lakeside - Heathfield - Bergvliet) dont le conseiller municipal est Penelope East (DA)[5].